# Real Señorío de Molina
El Real Señorío de Molina fue un señorío jurisdiccional de origen medieval en España establecido en torno a la villa de Molina de Aragón, en la actual provincia de Guadalajara. Fue fundado en 1138 como señorío independiente entre los reinos de Castilla y de Aragón por Manrique Pérez de Lara. Desde el 1 de julio de 1321, el título de señor de Molina quedó ligado al de rey de Castilla, primero, y rey de España después. Mantuvo el fuero casi invariado desde su fundación hasta su abolición en 1813 y tuvo una división administrativa similar a la de las comunidades de villa y tierra. Su ámbito territorial corresponde en su mayor parte con la actual comarca homónima.

## Historia
Con la reconquista cristiana de la península ibérica, se establece, en la zona de frontera con las taifas andalusíes, las Extremaduras aragonesa y castellana, un nuevo régimen administrativo basado en los fueros y en las comunidades de aldeas del Reino de Aragón y comunidades de villa y tierra del Reino de Castilla. La taifa de Molina fue conquistada en 1129 por Alfonso I de Aragón, pero la repoblación corrió a cargo del Reino de Castilla, lo que provocó las disputas de ambas coronas por el territorio molinés. Manrique Pérez de Lara, conde y señor de Lara, con influencia ante ambos reyes, hizo de mediador en la concordia de Carrión de 1137, donde Castilla devolvió a Aragón las plazas de Calatayud y Daroca, y donde se consiguió que todas las tierras de Molina fueran declaradas solariegas y que ambos soberanos le aceptasen como señor de Molina y de Mesa, naciendo así en 1138 el señorío de Molina, independiente de ambas Coronas durante más de siglo y medio, y recibiendo un fuero propio.

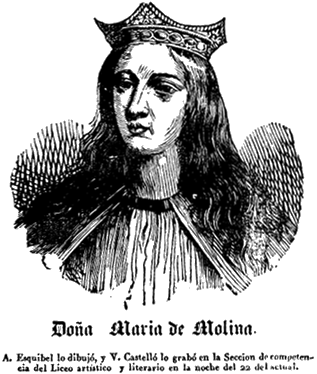
María de Molina, vi señora de Molina. Hija del infante Alfonso de Molina y nieta del rey Alfonso IX de León, contrajo matrimonio con Sancho IV el Bravo, rey de Castilla, y fue madre del rey Fernando IV

En 1293 falleció Blanca Alfonso de Molina, hermana de la reina María de Molina, quien dispuso en su testamento otorgado el 10 de mayo de 1293, que el señorío lo heredara el rey Sancho IV «lo que se traduce en la transmisión del señorío de Molina a los reyes Sancho y María». Desde 1295, tras la muerte de Sancho IV, María de Molina se convirtió, hasta la mayoría de edad de su hijo Fernando IV de Castilla, en su tutora. Tras la muerte del rey Fernando IV en 1312, María de Molina volvió a desempeñar el cargo de tutora del rey, en la persona de su nieto Alfonso XI de Castilla, que alcanzó la mayoría de edad en 1325, cuatro años después de la muerte de su abuela, el cual heredaría también el señorío de Molina, que quedó vinculado desde ese momento a la Corona de Castilla.
Pedro I heredó en 1350, como rey de Castilla, el señorío de Molina tras la muerte de su padre, Alfonso XI. Durante su vida se ve involucrado en una nueva guerra con el rey Pedro IV de Aragón, la conocida como guerra de los Dos Pedros, en la que el señorío de Molina se encuentra profundamente inmerso. Con la muerte de Pedro I en 1369 de manos de su hermanastro Enrique de Trastámara, futuro rey de Castilla, este le entrega el señorío de Molina al mercenario francés y capitán de las Compañías Blancas, Bertrand du Guesclin, en forma de ducado como agradecimiento a su colaboración. La Villa y el Señorío no aceptaron a Duguesclin como su señor y se entregaron a Pedro IV de Aragón, al que reconocieron como señor de Molina. Desde entonces, en su homenaje la villa de Molina substituyó el apellido “de los Caballeros” por el de “Aragón” y llamó como este reino a la torre más alta de su fortaleza. Con la Paz de Almazán de 1375, el señorío es devuelto al rey de Castilla y el título de señor de Molina quedaría desde entonces vinculado al de rey de Castilla, primero, y al de rey de España, después.
La importancia estratégica militar del señorío y de Molina de Aragón durante los siglos XIV y XV, como zona fronteriza, continuó siendo clave en tanto en cuanto se sucedían las batallas entre las coronas de Castilla y de Aragón. Aun así, el señorío de Molina mantuvo inalterados sus fueros.
En 1465, Enrique IV de Castilla quiso entregar el real señorío de Molina a su valido Beltrán de la Cueva. Los molineses se levantan en armas contra de la Cueva y vencen a sus tropas en la acción de Rueda, lo que haría que el rey y su valido desistiesen de la empresa y el Señorío de Molina pudiera mantener su fuero.
La unión de las Coronas de Castilla y de Aragón produjo una estabilidad en el señorío en lo referente a las batallas militares, y genera un rico comercio lanar, merced a su situación fronteriza y de paso aduanero entre Aragón y Castilla. Sería durante la época del reinado de los Reyes Católicos cuando se produce una mayor entrada de capital al señorío, lo que hace crecer económica y urbanísticamente a Molina de Aragón.
En la década de los años 1630, vuelve a convertirse en centro de batallas durante la guerra de los Treinta Años y, sobre todo, en 1641 cuando Felipe IV y el Conde-Duque de Olivares reúnen a las Cortes y a los ejércitos en Molina para preparar la marcha a Cataluña con el fin de apaciguar su sublevación.
Entre 1704 y 1710, durante la guerra de sucesión española, el Real Señorío de Molina se mantuvo fiel a Felipe V de Borbón y fue campo de batalla entre los Austrias, apoyados por Aragón, y los Borbones, apoyados por Castilla. Molina fue ocupada por las tropas austracistas en 1706 y recuperadas ese mismo año por las borbónicas de Juan de Nassau. Estas batallas y las epidemias de peste que asolaron la península ibérica durante el siglo XVIII dieron lugar a que el Real Señorío de Molina comenzase una decadencia económica y demográfica. Aun así, siguió manteniendo sus fueros pese al proceso de deseñorialización desde finales de siglo hasta que fue incluido en la intendencia de Cuenca, primero, y en la de Guadalajara, desde 1802, aunque durante la guerra de la Independencia se constituyó en Molina una Junta Superior y en la Constitución española de 1812 se citara como una entidad regional más. En 1813, se constituye la que llamarían Diputación Provincial de Guadalajara con Molina, germen de la actual provincia de Guadalajara creada en 1833, donde se integra el Señorío de Molina, produciéndose así su disolución y la abolición definitiva de su fuero.

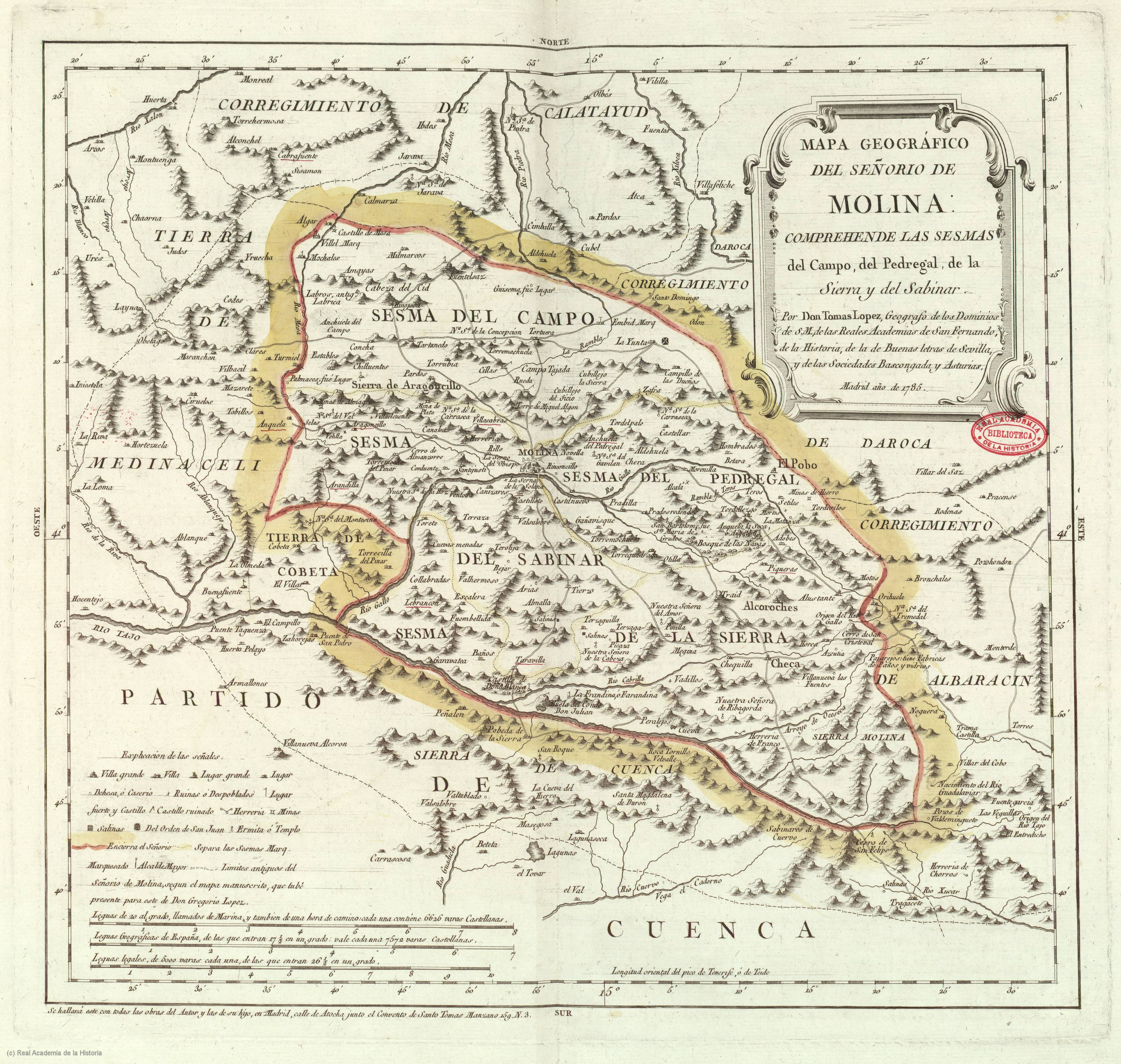
Mapa geográfico del Señorío de Molina por Tomás López (1785).

Durante el proceso autonómico que llevaría a la creación de la comunidad autónoma de Castilla-La Mancha, hubo fuertes resistencias iniciales por parte de todos los municipios de la provincia de Guadalajara y, en particular, del Señorío de Molina, a la integración en esa futura comunidad autónoma sin la provincia de Madrid, planteándose incluso la posibilidad de que Guadalajara se convirtiera en una comunidad autónoma uniprovincial. Finalmente el PSOE, que en un primer momento había participado del rechazo unánime a esa integración, se decantó por culminar el proceso en 1980 alegando razones de interés nacional y no tener « otra salida », pero procurando que se hiciera énfasis en las peculiaridades de la provincia.
Por su singularidad, el Señorío de Molina es el único territorio histórico mencionado expresamente en el Estatuto de Autonomía de Castilla-La Mancha, previéndose la posibilidad de reconocerlo por ley como entidad supramunicipal.

## Divisiones administrativas

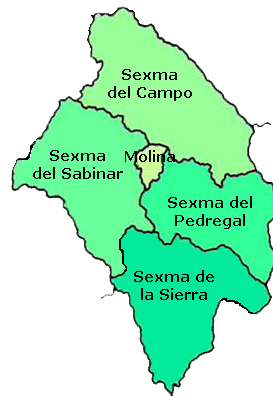
Mapa de las sexmas del señorío de Molina.

El señorío de Molina, al igual que las otras comunidades de villa y tierra de la Extremadura castellana, estaba estructurado en torno a una villa principal, en este caso Molina, rodeada por las tierras que se dividían en sexmas, cuatro en este caso en lugar de las seis más habituales. Estas sexmas eran la del Campo, la del Pedregal, la del Sabinar y la de la Sierra. A su vez, cada sexma se dividía en unas veinte veintenas, que correspondían a cada una de las aldeas de la sexma y sus tierras, que a su vez se dividían cada una en unos cinco quiñones con el fin de repartir las tierras de cada pueblo.

### Sexma del Campo
La sexma del Campo es la más septentrional y más extensa, abarcando los valles altos del Mesa y del Piedra y la paramera nororiental de Molina.
Algar de Mesa, Amayas, Anchuela del Campo, Campillo de Dueñas, Chilluentes, Cillas, Concha, Cubillejo de la Sierra, Cubillejo del Sitio, Embid, Establés, Fuentelsaz, Hinojosa, Labros, Milmarcos, Mochales, Pardos, Rueda de la Sierra, Tartanedo, Torrubia, Tortuera, Villel de Mesa y La Yunta.

### Sexma del Pedregal
La sexma del Pedregal se sitúa al este de Molina en torno al camino que llevaba a Teruel y Valencia.
Aldehuela, Anchuela del Pedregal, Anquela del Pedregal, Castellar de la Muela, Castilnuevo, Chera, El Pobo de Dueñas, Hombrados, Morenilla, Novella, Otilla, El Pedregal, Pradilla, Prados Redondos, Setiles, Tordellego, Tordelpalo, Tordesilos, Torrecuadrada de Molina y Torremochuela.

### Sexma del Sabinar
La sexma del Sabinar se sitúa al oeste de Molina y comprende sobre todo los cursos del río Arandilla y del medio y bajo Gallo.
Aragoncillo, Baños de Tajo, La Buenafuente del Sistal, Canales de Molina, Castellote, Cobeta, Corduente, Cuevas Labradas, Cuevas Minadas, Escalera, Fuembellida, Herrería, Lebrancón, Olmeda de Cobeta, Rillo de Gallo, Selas, Taravilla, Teroleja, Tierzo, Torete, Torrecilla del Pinar, Torremocha del Pinar, Valhermoso, Valsalobre, Ventosa y Villar de Cobeta.

### Sexma de la Sierra
La sexma de la Sierra es la más meridional y comprende los pueblos que se sitúan en la orilla oriental del Alto Tajo, frontera natural con el común de villa y tierras de Cuenca, y en la sierra de Molina.
Adobes, Alcoroches, Alustante, Checa, Chequilla, Megina, Motos, Orea, Peralejos de las Truchas, Pinilla de Molina, Piqueras, Terzaga, Terzaguilla, Traíd y Villanueva de las Tres Fuentes.

## Señores de Molina

Escudo de la Casa de Manrique de Lara.

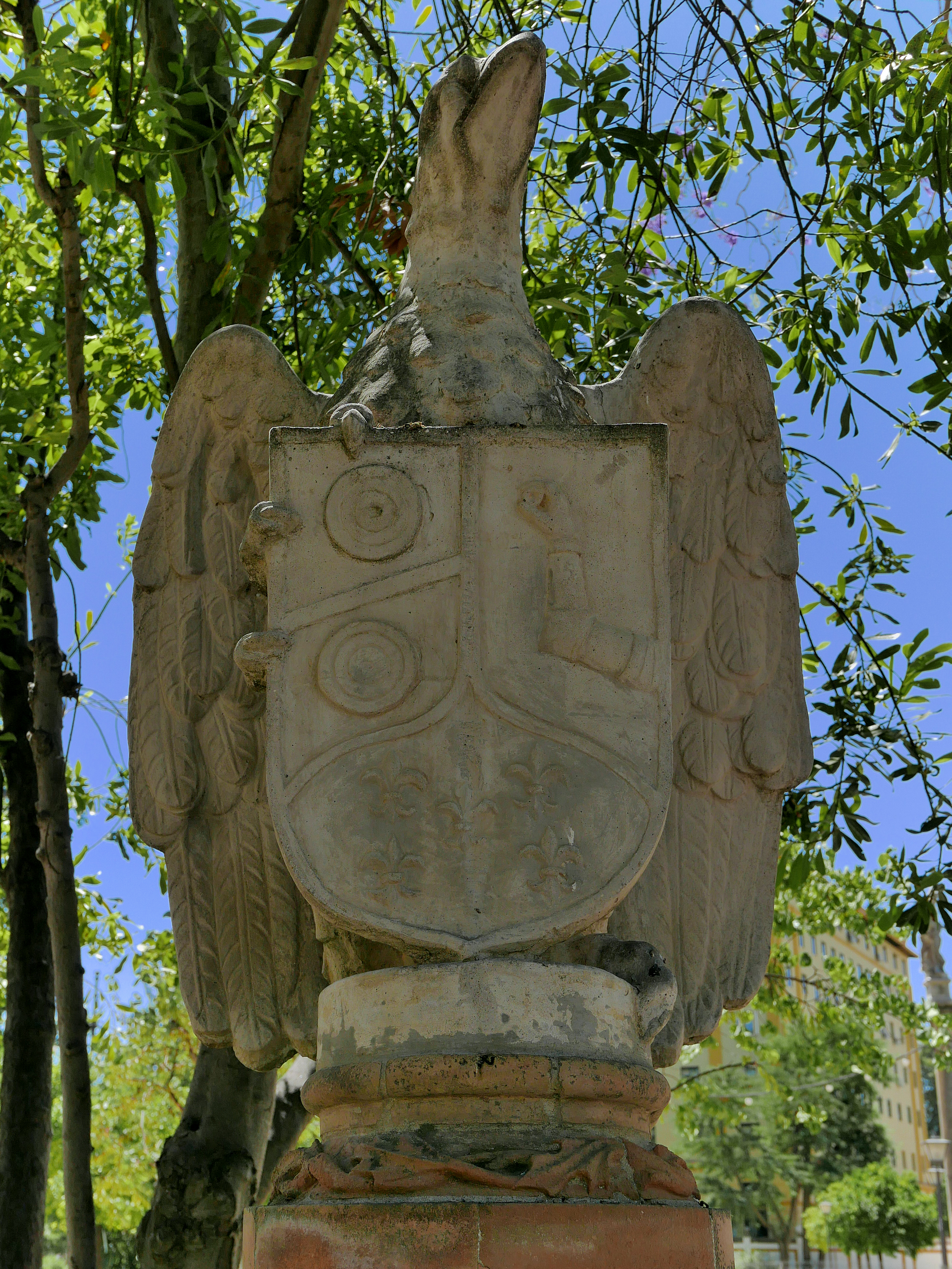
Escudo en el Pabellón Real (Sevilla)

El primer señor de Molina fue Manrique de Lara que consigue su independencia de los reinos de Castilla y de Aragón tras mediar entre ellos por la disputa de aquel territorio. El título fue heredándose de padres a hijos, que fueron emparentándose con la alta nobleza de la época hasta que cayó en manos de Alfonso XI, nieto de María de Molina y bisnieto de Blanca de Molina, últimas señoras independientes de Molina, momento en el que queda ligado en primer lugar al rey de Castilla –pasando durante unos años al rey de Aragón– y posteriormente al rey de España.
i. Manrique Pérez de Lara (fallecido el 9 de julio de 1164). Fundador del señorío (1138-1164).
ii. Pedro Manrique de Lara (1164-1202)
iii. Gonzalo Pérez de Lara (1212-1239)
iv. Mafalda González de Lara y su esposo, el infante Alfonso de Molina, hijo de Alfonso IX de León. (1239-1272)
v. Blanca Alfonso de Molina y Alfonso Fernández "el Niño", hijo ilegítimo de Alfonso X el Sabio. (1262-1293)
vi. Sancho IV y María de Molina, reina consorte de Castilla (1293-1321)
Desde entonces el título de señor de Molina quedó vinculado por primera vez al de rey de Castilla:
vii. Alfonso XI de Castilla (1321-1350)
viii. Pedro I de Castilla (1350-1369)
El título de señor de Molina pasó a ser del rey de Aragón:
ix. Pedro IV de Aragón (1369-1375)
Desde entonces, el título queda definitivamente ligado al de rey de Castilla:
x. Enrique II de Castilla (1375-1379)
xi. Juan I de Castilla (1379-1390)
xii. Enrique III de Castilla (1390-1406)
xiii. Juan II de Castilla (1406-1454)
xiv. Enrique IV de Castilla (1454-1474)
xv. Isabel I de Castilla (1474-1504)
xvi. Juana I de Castilla (1504-1555)
Desde este momento, el título queda ligado al de rey de España:
xvii. Carlos I de Austria, rey de España (1516-1556)
xviii. Felipe II de Austria (1556-1598)
xix. Felipe III de Austria (1598-1621)
xx. Felipe IV de Austria (1621-1665)
xxi. Carlos II de Austria (1665-1700)
xxii. Felipe V de Borbón (1700-1746)
xxiii. Fernando VI de Borbón (1746-1759)
xxiv. Carlos III de Borbón (1759-1788)
xxv. Carlos IV de Borbón (1788-1808)
xxvi. Fernando VII de Borbón (1808-1833)
xxvii. Isabel II de Borbón (1833-1868)
xxviii. Amadeo I de Saboya (1871-1873)
xxix. Alfonso XII de Borbón (1875-1886)
xxx. Alfonso XIII de Borbón (1886-1931)
xxxi. Juan Carlos I de Borbón (1975-2014)
xxxii. Felipe VI de Borbón (2014-)